# Trasimundo I de Espoleto
Trasimundo I fue conde de Capua y luego duque de Espoleto (663-703), fiel seguidor de Grimoaldo I de Benevento.
Trasimundo ayudó a Grimoaldo a usurpar el trono de los lombardos. A cambio, este le concedió a su hija en matrimonio y le otorgó el ducado de Spoleto tras la muerte de Atón. Trasimundo compartió el poder con su hermano Wachilapus;  le sucedió su hijo Faroaldo II tras un reinado de casi cuarenta años.